# Fast Charlie
Pour plus de détails, voir Fiche technique et Distribution.
Fast Charlie ou Jeux d'assassins au Québec, est un film américain réalisé par Phillip Noyce et sorti en 2023. Il s'agit d'une adaptation du roman Gun Monkeys de Victor Gischler.
Il est présenté en avant-première au festival du film de Mill Valley.

## Synopsis
Depuis près de vingt ans, Charlie Swift est un tueur à gages et homme à tout faire pour un parrain de la mafia vieillissant, Stan. Quand une bande rivale s'attaque à eux, Charlie est le seul survivant. Il décide de venger son ami et fait équipe avec Marcie, l'ex-femme d'un gangster qu'il a tué.

## Fiche technique
Sauf indication contraire, les informations mentionnées dans cette section peuvent être confirmées par la base de données cinématographiques IMDb,  présente dans la section « Liens externes ».
- Titre original : Fast Charlie
- Réalisation : Phillip Noyce
- Scénario : Richard Wenk, d'après Gun Monkeys de Victor Gischler
- Musique : Fil Eisler
- Direction artistique : Rachel April
- Décors : Frank Zito
- Costumes : Nancy Collini
- Photographie : Warwick Thornton
- Montage : Lee Haugen, Sherwood Jones et Jered Zalman
- Production : Daniel Grodnik, Jeff Holland, Brent C. Johnson, Ryan Donnell Smith et Mitchell Welch
- Sociétés de production : Boomtown Media Partners, Foresight Unlimited et Streamline Global Group ; en association avec Ashland Hill Media Finance, Studio 507 et UTA Independent Film Group
- Sociétés de distribution : The Searchers (France), Screen Media (États-Unis)
- Budget : 18 millions de dollars[2]
- Pays de production :  États-Unis
- Langue originale : anglais
- Format : couleur
- Genre : thriller, action
- Durée : n/a
- Dates de sortie[3] : 
  - États-Unis : 7 octobre 2023 (festival de Mill Valley), 8 décembre 2023 (en salles)
  - France : 27 février 2025 (en DVD)

## Distribution
- Pierce Brosnan (VQ : Daniel Picard) : Charlie Swift
- Morena Baccarin : Marcie
- James Caan (VQ : Jean-Marie Moncelet) : Stan
- Gbenga Akinnagbe : Beggar Mercado
- Christopher Matthew Cook (VQ : Gilbert Lachance) : Lloyd Mercury
- Brennan Keel Cook : Blade
- Toby Huss : Benny
- Fredric Lehne (VQ : Benoît Rousseau) : Sal
- Sharon Gless (VQ : Johanne Léveillé) : Mavis

 Source : version québécoise (VQ) sur Doublage.qc.ca

## Production
En juin 2009, il est annoncé qu'une option a été mise sur les droits du roman Gun Monkeys de Victor Gischler, publié en 2001. Lee Goldberg est annoncé comme scénariste et Ryūhei Kitamura comme réalisateur. En 2018, le producteur Dan Grodnik découvre le projet et acquiert les droits. Il choisit Phillip Noyce pour le poste de réalisateur. Les deux hommes avaient déjà travaillé ensemble pour Vengeance aveugle (1989). Kevin Costner et Bryan Cranston expriment leur intérêt pour un rôle, avant que Pierce Brosnan soit finalement confirmé. En mars 2022, James Caan et Morena Baccarin rejoignent également le film.
Le tournage débute en avril 2022 à La Nouvelle-Orléans. Le film est la dernière apparition au cinéma de l'acteur James Caan, décédé le 6 juillet 2022. Pierce Brosnan postera une photo avec lui sur le plateau pour lui rendre hommage. Les prises de vues ont également lieu dans le Mississippi.